# Чернов, Дмитрий Александрович
Дмитрий Александрович Чернов (род. 25 апреля 1978, Уфа) — российский хоккеист, защитник.

## Биография
Воспитанник «Салавата Юлаева», тренер Роберт Мурдускин. Выступал за команды «Новойл» (1993/94 — 1998/99), «Салават Юлаев» (1996/97 — 1997/98, 1999/2000), «Салават Юлаев-2» (1999/2000), ЦСК ВВС Самара (2000/01), «Дизелист» Пенза (2001/02).
Играл за юношеские сборные России.